# 2022年4月臺灣
| << | 2022年4月 （民國111年） | >> |    |    |    |    |
| \| 日 \| 一 \| 二 \| 三 \| 四 \| 五 \| 六 \| \| \| \| \| \| \| 1 \| 2 \| \| 3 \| 4 \| 5 \| 6 \| 7 \| 8 \| 9 \| \| 10 \| 11 \| 12 \| 13 \| 14 \| 15 \| 16 \| \| 17 \| 18 \| 19 \| 20 \| 21 \| 22 \| 23 \| \| 24 \| 25 \| 26 \| 27 \| 28 \| 29 \| 30 \| \| \| \| \| \| \| \| \| |                         |    |    |    |    |    |
| 臺灣新聞動態／維基新聞 |                         |    |    |    |    |    |
| 世界／中国大陆／臺灣 |                         |    |    |    |    |    |
| 日 | 一                      | 二 | 三 | 四 | 五 | 六 |
| |                         |    |    |    | 1  | 2  |
| 3 | 4                       | 5  | 6  | 7  | 8  | 9  |
| 10 | 11                      | 12 | 13 | 14 | 15 | 16 |
| 17 | 18                      | 19 | 20 | 21 | 22 | 23 |
| 24 | 25                      | 26 | 27 | 28 | 29 | 30 |
| |                         |    |    |    |    |    |

## 4月1日
- 交通部長王國材表示，因東南水泥施工不慎導致高鐵左營至台南站斷電停駛[1]。環保局、勞工局、工務局等也對東南水泥及拆除廠商開出重罰，並以公共危險移送法辦[2]。

## 4月2日
- 因應援助烏克蘭，外交部透過財團法人賑災基金會開立賑濟烏克蘭專戶，從3月2日起至4月1日開放民眾捐款。經財團法人賑災基金會公布募得款項總額為9億4468萬3096元，而捐款筆數共計12萬9348筆[3]。

## 4月8日
- 東森新聞台及TVBS新聞台之24小時YouTube新聞直播從0點關閉台灣觀眾觀賞[註 1][4]。

## 4月9日
- 「111年全國身心障礙國民運動會」自4月9日至4月12日為止在台中舉行賽事[5]。

## 4月15日
- 本土確診達1,209例（境外移入為75例），創台灣新冠疫情「單日本土」史上最高紀錄，並首次本土單日確診破千例[6]。
- 中央流行疫情指揮中心表示，因本土疫情持續升溫，自2022年4月22日起，強化高風險場所(域)、活動之工作與從業人員之COVID-19疫苗第3劑接種規範，以提升保護力，有效控管風險[7]。

## 4月17日
- 本土確診達1,210例（境外移入為93例），再創台灣新冠疫情史上「單日本土」確診病例新高，並已經連3天本土確診破千例[8]。
- 衛生福利部食品藥物管理署召開專家會議，因應新型冠狀病毒疾病疫情(COVID-19)防疫需求，核准莫德納疫苗用於6至11歲兒童接種[9]。莫德納疫苗作為兒童疫苗用法用量為施打兩劑，每劑0.25毫升（含50微克的mRNA，為成人劑量的一半），兩劑施打間隔28天[10]。

## 4月18日
- 本土確診達1,390例（境外移入為90例），再創台灣新冠疫情「單日本土」及「單日新增」史上最高紀錄，已經連4天確診破千例[11]。

## 4月19日
- 本土確診達1,626例（境外移入為101例，另增加死亡2例），再創台灣新冠疫情史上「單日本土」及「單日新增」確診病例新高，並已經連5天本土確診破千例[12]。

## 4月20日
- 本土確診達2,386例（境外移入為95例），再創台灣新冠疫情史上「單日本土」確診病例新高，並已經連6天本土確診破千例，臺灣總確診數突破4萬例[13]。
- 衛福部食藥署將6至11歲兒童接種莫德納疫苗，且兩劑間隔延長至12週[14]。
- 華視在晨間和早上9點多播報新聞時，畫面下方跑馬燈分別出現「新北市遭共軍導彈擊中等戰爭與防災」等誤植資訊和無意義測試用文字。華視表示馬上更正和道歉，並懲處8名工作人員[15]。

## 4月21日
- 本土確診達2,969例（境外移入為89例），再創台灣新冠疫情史上「單日本土」確診病例新高，並已經連7天本土確診破千例[16]。

## 4月22日
- 本土確診達3,766例，比昨天增加26%（境外移入為89例），再創台灣新冠疫情史上「單日本土」確診病例新高，並已經連8天本土確診破千例[17]。

## 4月23日
- 本土確診達4,126例（境外移入78例），再創台灣新冠疫情史上「單日本土」及「單日新增」確診病例新高，並已經連9天本土確診破千例，臺灣總確診數突破5萬例[18]。

## 4月24日
- 本土確診達5,092例（境外移入80例），再創台灣新冠疫情史上「單日本土」及「單日新增」確診病例新高，並已經連10天本土確診破千例[19]。
- 中央流行疫情指揮中心陳時中表示，快篩實名制預計5月初上路，將至少提供5,000萬劑。若以市面上每份5劑包裝計算，預估有1,000萬人可購買[20]。

## 4月25日
- 本土確診達5,108例（境外移入113例），再創台灣新冠疫情史上「單日本土」及「單日新增」確診病例新高，並已經連11天本土確診破千例[21]。
- 中央流行疫情指揮中心宣布，與縣市、專家開會討論後拍板，4月26日起執行「3+4」隔離新制。前3天需在家隔離，1人1室為原則，期滿快篩陰性後，進行4天自主防疫。4天自主防疫可上班，可採買生活必需品，外出全程口罩，但以不到校上課為原則，禁止餐廳內用。至於居家檢疫天數則仍維持「10+7」[22][23]。回溯目前已居隔超過三天者，自4月27日開始解除隔離[24]。即日起實施重點疫調，確診者足跡原則不再公布[25]。

## 4月26日
- 本土確診達6,295例（境外移入44例），再創台灣新冠疫情史上「單日本土」及「單日新增」確診病例新高，並已經連12天本土確診破千例[26]。

## 4月27日
- 本土確診達8,822例（境外移入101例，2例死亡），再創台灣新冠疫情史上「單日本土」及「單日新增」確診病例新高，並已經連13天本土確診破千例，臺灣總確診數突破7萬例[27]。
- 疫情指揮中心宣布取消自2021年5月19日起推出之簡訊實聯制，鼓勵民眾以臺灣社交距離行動應用程式取代[28]。

## 4月28日
- 本土確診達11,353例（境外移入164例，2例死亡），再創台灣新冠疫情史上「單日本土」及「單日新增」確診病例新高，首次本土單日確診破萬例，臺灣總確診數突破8萬例[29]。
- 衛生福利部食品藥物管理署召開專家會議，通過輝瑞BNT兒童疫苗EUA，供5歲至11歲兒童使用，2劑至少間隔21天，但預計以上次ACIP專家建議的12週為實際接種間隔的原則。也宣布將採購220萬劑輝瑞BNT兒童疫苗，預計5月中旬前會到貨。使用劑量為0.2毫升、含有10微克mRNA，完整接種為2劑、至少間隔21天；針對嚴重免疫功能不全兒童至少間隔28天，且可以接種第3劑[30]。
- 4月28日傍晚開始快篩管制措施，但在首輪實名制規定，每個人的健保卡只能購買1次但可以代購，是最先實行相關政策的國家[31][32][33]。

## 4月29日
- 本土確診達11,974例（境外移入339例，2例死亡），再創台灣新冠疫情史上「單日本土」及「單日新增」確診病例新高，並已經連2天本土單日確診破萬例，臺灣總確診數突破10萬例[34]。

## 4月30日
- 本土確診達15,033例（境外移入116例，3例死亡），再創台灣新冠疫情史上「單日本土」及「單日新增」確診病例新高，並已經連3天本土單日確診破萬例，臺灣總確診數突破11萬例[35]。